# Valtjärnen (Mattmars socken, Jämtland)
Valtjärnen är en sjö i Åre kommun i Jämtland och ingår i Indalsälvens huvudavrinningsområde. Sjön har en area på 0,0854 kvadratkilometer och ligger 343,4 meter över havet.

## Delavrinningsområde
Valtjärnen ingår i det delavrinningsområde (702514-140491) som SMHI kallar för Inloppet i Valsjön. Medelhöjden är 361 meter över havet och ytan är 8,54 kvadratkilometer. Det finns inga avrinningsområden uppströms utan avrinningsområdet är högsta punkten. Vattendraget som avvattnar avrinningsområdet har biflödesordning 3, vilket innebär att vattnet flödar genom totalt 3 vattendrag innan det når havet efter 272 kilometer. Avrinningsområdet består mestadels av skog (84 procent). Avrinningsområdet har 0,09 kvadratkilometer vattenytor vilket ger det en sjöprocent på 1 procent.